# Thälmann-Gruppe

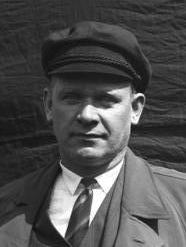
Ernst Thälmann (1932), Namensgeber der Thälmann-Gruppe

Die Thälmann-Gruppe um Max Friedemann war eine internationale Milizgruppe, die mit CNT-Milizgruppen den Militärputsch am 19. Juli 1936 in Barcelona niederrangen. Die Namensgebung erfolgte nach einer Rücksprache mit KPD-Vertretern im Hotel Colón in Barcelona. Sie war somit der Namensgeber der Centuria-Thaelmann und des Thälmann-Bataillons.
Die eigentliche Formierung einer bedeutsamen militärischen Einheit, der Centuria-Thälmann, erfolgte im August 1936 durch Hans Beimler, Albert Schreiner und Sam Masters in der Ausbildungskaserne „Carlos Marx“, der catalanisch-kommunistischen Partei PSUC (Partit Socialista Unificat de Catalunya) in Barcelona. Diese Milizeinheit wird auch als Thälmann-Gruppe um Hans Beimler bezeichnet. Zudem kämpfte im Nord-Spanien eine weitere Gruppe mit dem Namen Thälmann unter dem Kommandeur Arthur Pfeiffer. Weitere Deutsche kämpften in den CNT-Milizeinheiten und in der Milizeinheit Rovira von der Partido Obrero de Unificación Marxista.

## Thälmann-Gruppe um Max Friedemann
Die Angehörigen der Gruppe-Thälmann waren bereits zu Beginn des Militärputsches am 19. Juli 1936 in Barcelona. Es waren vornehmlich deutsche Juden, die der Thälmann-Gruppe angehörten. Entweder lebten sie bereits in Spanien oder waren Teilnehmer der Volksolympiade in Barcelona. Die Gruppenmitglieder benannten ihre Gruppe nach Ernst Thälmann, einem KPD-Führer, der im KZ Buchenwald als Häftling interniert war. Die Namensgebung erfolgte nach einer Rücksprache mit KPD-Vertretern im Hotel Colón.
Die Angehörigen der Gruppe kämpften zu Beginn des Militärputsches mit den Milizionären der CNT, POUM und UGT/PSUC gegen das putschende Militär in Barcelona. Während dieser Kämpfe, ab dem 19. Juli 1936, konnten die Milizionäre den Militärputsch in Barcelona erfolgreich niederringen. Am 25. Juli 1936 zog die Gruppe Thälmann mit 22 Männern und drei Frauen als Gruppe der UGT/PSUC Columna Trueba Del Barrio der Miliz Carlos Marx in Richtung Aragón. Die Columna hatte eine Mannstärke von 2.000 Milizionären. Innerhalb der Columna bildeten Zehnergruppen die kleinste Einheit, die von einem Elften, dem gewählten bzw. ernannten Gruppenführer geführt wurde. Kommandeure der Columna Trueba Del Barrio waren José del Barrio, Manuel Trueba und Gancedo. Die Gruppe Thälmann kämpfte als Milizeinheit zwischen Huesca und Saragossa bei Tardienta.
Die Thälmann-Gruppe wurde in der Nacht vom 5. bis 6. August 1936 nach Torralba de Aragón, einem Ort in unmittelbarer Nähe von Tardienta, verlegt. Bereits zu diesem Zeitpunkt war die Thälmann-Gruppe auf ungefähr hundert Milizionäre angewachsen. Adjutant des Kommandeurs war Franz Löwenstein und Korporal Chaim Besser (spanisch Jaime Besser). Vom 18. bis zum 31. August 1936 hielt die Thälmann-Gruppe eine wichtige Höhe vor Tardienta, bei der Einsiedelei Santa Quiteria. Der Stab der Columna befand sich in Grañén.
Am 31. August 1936 erhielt die Gruppe den Befehl, Stellungen der Nationalisten bei Pompenilllo (Poleñino?) in der Nähe von Huesca einzunehmen. Nach der Einnahme von Pompenilllo erstarrte die Front in diesem Abschnitt. Eingebettet war die Thälmann-Gruppe von der Linken von der anarchistischen Columna-Ascaso und von der Rechten von einer POUM-Milizeinheit.
Ende August reiste Werner Hermelin nach Barcelona, um zu klären, ob die Thälmann-Gruppe das alleinige Recht auf den Namen Thälmann hat. Nach seiner Rückkehr berichtete Werner Hermelin davon, dass Hans Beimler und Albert Schreiner im Auftrag der Partei eine größere Milizeinheit mit dem Namen Centuria-Thälmann formierten. Als die Gruppe-Thälmann am selben Frontabschnitt in unmittelbarer Nähe der Gruppe-Thälmann eingesetzt wurde, kam es Meinungsverschiedenheiten über den Namen sowie über die Integration der Gruppe-Thälmann in die Centuria-Thälmann. Aufgrund der Meinungsverschiedenheiten wurde die Gruppe-Thälmann im Oktober 1936 von der Front abgezogen.
Am Abend des 8. November 1936 erhielt die Gruppe Thälmann den Marschbefehl nach Madrid. Als die Thälmann-Gruppe Madrid erreicht hatte, bezog die Gruppe Stellung an einer breiten Straße, die zum Manzanares führte. Laut einer Augenzeugin, der Schweizerin Käthe Hempel, wüsste kein Mensch, wo sich die Einheiten, zu denen die Thälmann-Gruppe gehörte, kämpften. Am folgenden Tag griff die Gruppe in die Kämpfe um den Casa de Campo ein. Bereits am Abend des 9. Novembers begann General Kléber mit der XI. Internationalen Brigade einen Angriff auf die Stellungen der Nationalisten im Casa de Campo. Als die Kämpfe abflauten, waren die nationalen Truppen aus ihren Stellungen gedrängt worden, die geplante schnelle Eroberung Madrids war gescheitert, und die XI. Internationale Brigade hatte ein Drittel ihrer Soldaten verloren. Auf der ganzen Frontbreite von Madrid kam es erneut am 10. und 17. November zu Gegenstößen der Republikaner. Dabei wurden die Nationalisten an einigen Stellen zwar zurückgedrängt, wobei die Republikaner schwere Verluste erlitten.
Namentlich bekannte Mitglieder der Gruppe waren: Max Friedemann (genannt Mackie), der Kommandant der Gruppe mit seiner Frau Golda Friedemann, Chaim Besser (spanisch Jaime Besser), Franz Löwenstein, Werner Hermelin, Gustav (Scholem) Schnitzer, Egon Infeldt, Hessenthaler, Scholek (Salomon Weinrot), Martin Führer, Eisik Hoffmann, Edwald Maus, Erwin oder Gert Wohlrath, Abrascha Krasnowiecki, Emanuel Mink, Walter Boch, Käthe Hempel, Fanny Schönheit und Sam Masters. Sam Master, Herrmann Toenns und Karl Jung baten am 17. August 1936 darum, in die Thälmann-Gruppe aufgenommen zu werden. Später schloss sich die Engländerin Liesel Hidden als erste Kämpferin der Thälmann-Gruppe an.

## Centuria-Thälmann
Die Centuria-Thaelmann wurde im August als PSUC-Centuria von Hans Beimler, Albert Schreiner und Sam Masters in Barcelona formiert, die zu Beginn der Formierung auch als Thälmann-Gruppe um Hans Beimler bezeichnet wurde. Die militärische Ausbildung erfolgte in der Kaserne Carlos Marx (Kloster von Pedralbes), der Ausbildungskaserne der catalanisch-kommunistischen Partei PSUC (Partit Socialista Unificat de Catalunya). Als im August 1936 die von Hans Beimler aufgestellte Centuria-Thälmann am selben Frontabschnitt in unmittelbarer Nähe der Gruppe-Thälmann um Max Friedemann eingesetzt wurde, gab es sowohl Meinungsverschiedenheiten über den Namen als auch über die Integration der Gruppe-Thälmann in die Centuria-Thälmann. Im Oktober 1936 wurde hierauf die Gruppe-Thälmann um Max Friedemann von der Front abgezogen.

## Thälmann-Gruppe um Arthur Pfeiffer
Eine weitere Milzeinheit mit den Namen Thälmann kämpfte in Nord-Spanien. Geführt wurde diese Thälmann-Gruppe von den damals 53-jährigen Sozialdemokraten Arthur Pfeiffer, der allgemein unter dem Spitznamen „Genosse Papa“ bekannt war. Diese Thälmann-Gruppe dürfte aus höchstens zwei Dutzend, meist deutsche Milizionäre, bestanden haben.